# Teodor Regedziński
Teodor Regedziński (Łódź, 28 de abril de 1894 - Łódź, 2 de agosto de 1954) foi um jogador de xadrez da Polônia com participação nas Olimpíadas de xadrez de 1928, 1933, 1937 e 1939. Regedziński conquistou a medalha de prata por participação individual em 1937 e duas de bronze em 1928 e 1939. Por equipes, conquistou a medalha de prata em 1939 e duas de bronze em 1928 e 1937.

## Jogos de xadrez notáveis
- Teodor Regedziński vs Akiba Rubinstein, Łódź 1917, Ruy Lopez, Open, Tarrasch Defense, C80, 1-0
- Teodor Regedziński vs Samuel Factor (EUA), Haia 1928, 2ª Olimpíada, Abertura Inglesa, A13, 1-0
- Teodor Regedziński vs Andor Lilienthal, Štubnianske Teplice 1930, Inglês, Simétrico, Duplo Fianchetto, A30, 1-0
- Teodor Regedziński vs Emil Zinner (CSR), Munique (ol) 1936, Queen's Gambit Accepted, Classical Main Line, D28, 1-0
- Teodor Regedziński vs Inge Jonsson (SWE), Estocolmo 1937, 7ª Olimpíada, Gambito da Rainha recusado, Defesa Eslava, D17, 1-0  Surgimento único de peões brancos atacando Black Kingside.
- Teodor Regedziński vs Isaias Pleci (ARG), Buenos Aires 1939, 8ª Olimpíada, Gambito da Rainha recusado, variação cambial, D36, 1-0
- Teodor Regedziński vs Josef Lokvenc, Krakow/Warsaw 1941, 2nd GG–ch, Caro-Kann, Panov Attack, B14, 1-0